# Избори за предсједника Републике Српске 2010.
Избори за предсједника Републике Српске 2010. одржани су 3. октобра 2010 као дио општих избора у БиХ. За предсједника је изабран Милорад Додик, а за потпредсједнике Енес Суљкановић и Емил Влајки. Број важећих гласова био је 632.674 (94,32%), а неважећих 38.082 (5,68%). Од укупног броја важећих гласова, на редовним бирачким мјестима било их је 613.648 (96,99%), поштом 12.579 (1,99%), у одсуству, путем мобилног тима и у ДКП 6.190 (0,98%), те на потврђеним гласачким листићима 257 (0,04%).

## Резултати
| Кандидат              | Политички субјекат                         | Број гласова | %     | Изабран / Није изабран |
| --------------------- | ------------------------------------------ | ------------ | ----- | ---------------------- |
| Милорад Додик         | СНСД — ДНС — СП                            | 319.618      | 50,52 | Предсједник            |
| Огњен Тадић           | Коалиција Заједно за Српску                | 227.239      | 35,92 | није изабран           |
| Енес Суљкановић       | Социјалдемократска партија БиХ             | 15.425       | 2,44  | Потпредсједник         |
| Шевкет Хафизовић      | Странка демократске акције                 | 14.843       | 2,35  | није изабран           |
| Мухарем Мурселовић    | Странка за БиХ                             | 14.177       | 2,24  | није изабран           |
| Драган Ђурђевић       | Српска радикална странка др Војислав Шешељ | 8.178        | 1,29  | није изабран           |
| Емил Влајки           | Народна демократска странка                | 6.101        | 0,96  | Потпредсједник         |
| Садмир Нукић          | Савез за бољу будућност БиХ                | 5.565        | 0,88  | није изабран           |
| Иван Крндељ           | ХСС — НХИ                                  | 5.487        | 0,87  | није изабран           |
| Иво Камењашевић       | Хрватска демократска заједница БиХ         | 4.128        | 0,65  | није изабран           |
| Драган Калинић        | Савез за демократску Српску                | 4.043        | 0,64  | није изабран           |
| Бесим Хамидовић       | Странка демократске активности             | 1.605        | 0,25  | није изабран           |
| Жељко Матић           | Хрватска коалиција (ХДЗ 1990 — ХСП БиХ)    | 1.199        | 0,19  | није изабран           |
| Аган Делибајрић       | Босанскохерцеговачка патриотска странка    | 1.185        | 0,19  | није изабран           |
| Драган Мргам          | Народна странка Радом за бољитак           | 1.006        | 0,16  | није изабран           |
| Горан Матић           | Независни кандидат                         | 980          | 0,15  | није изабран           |
| Љиљана Кнежевић       | Коалиција преокрет: ГДС БиХ и НЕП БиХ      | 809          | 0,13  | није изабран           |
| Бего Сулејмановић     | ЛДС — ЕЕС Е-5                              | 684          | 0,11  | није изабран           |
| Славко Драгичевић     | Социјалдемократска унија БиХ               | 402          | 0,06  | није изабран           |
| Укупно важећи гласови | Укупно важећи гласови                      | 632.674      | 100   | -                      |
| Неважећи гласови      | Неважећи гласови                           | 38.082       | -     | -                      |
| Извор: ЦИК            |                                            |              |       |                        |